# Smail Hamdani
Smail Hamdani (arabisch إسماعيل حمداني, DMG Ismāʿīl Ḥamdānī; * 11. März 1930 in Guenzet, Provinz Bordj Bou Arreridj; † 7. Februar 2017 in Djasr Kasentina) war ein algerischer Politiker und von 1998 bis 1999 Premierminister von Algerien.
Hamdani wurde 1930 in Guenzet, in der Provinz Bordj Bou Arréridj im Osten der Kabylei geboren.
Hamdani kämpfte bereits im Algerienkrieg gegen die Kolonialherrschaft der Franzosen. Nach der Unabhängigkeit 1962 war er Kabinettschef der provisorischen Regierung unter Abderrahmane Farès. Er war dann bis 1965 Berater des algerischen Botschafters in Brüssel und bekleidete anschließend bis 1970 die Ämter eines Pressesprechers des Außenministeriums und Chefberaters für die Diplomaten des Landes. Von 1970 bis 1979 war er Berater des Präsidenten und Generalsekretär der Einheitspartei FLN. Danach war er bis 1983 Präsidentenberater für Bendjedid Chadli und diente in den fünf darauf folgenden Jahren als Botschafter in Europa (Frankreich, Schweden und Spanien).
Nachdem es zu massiven Unruhen unter den Berbern im Juni und Juli 1998 kam, weil die Berbersprachen nicht als Amtssprache anerkannt wurden, brauchte das Staatsoberhaupt einen neuen Mann an der Regierungsspitze. Er ernannte daher Hamdani am 15. Dezember 1998 als Nachfolger von Ahmed Ouyahia zum Premierminister.
Bei den Präsidentenwahlen 1999 wurde mit Abdelaziz Bouteflika ein neues Staatsoberhaupt gewählt. Dieser entließ Hamdani am 23. Dezember 1999 und ersetzte ihn durch Ahmed Benbitour.
Hamdani verstarb in der Nacht vom 6 auf 7. Februar 2017 in Djasr Kasentina, einem Vorort von Algier.